# Corsa Aran per sa lengua
Corsa Aran per sa lengua és una cursa no competitiva o caminada organitzada cada any des de 1993 a la Vall d'Aran per tal de defensar l'aranès, de manera semblant al correllengua. És convocada pel col·lectiu Lengua Viua, sota el lema de Frederic Mistral ... qui ten era lengua, ten era clau.... Se celebra l'últim diumenge de juliol de cada any.
Es formen tres grups de participants que parteixen dels tres punts naturals d'entrada al territori aranès: Les, Montgarri i el port de Vielha, i fan l'arribada simultània a la plaça dera Glèisa de Vielha, on es fan els parlaments i s'atorga un premi a la persona o institució que durant l'any més hagi destacat en la defensa i promoció de l'ús de l'aranès. Tanca la festa l'actuació de grups musicals occitans i aranesos (Nadau, Diubiband). Hi col·laboren el Consell General d'Aran, els ajuntaments i altres entitats araneses.
Des de l'any 2003, l'horari de la Corsa, habitualment, és el següent:

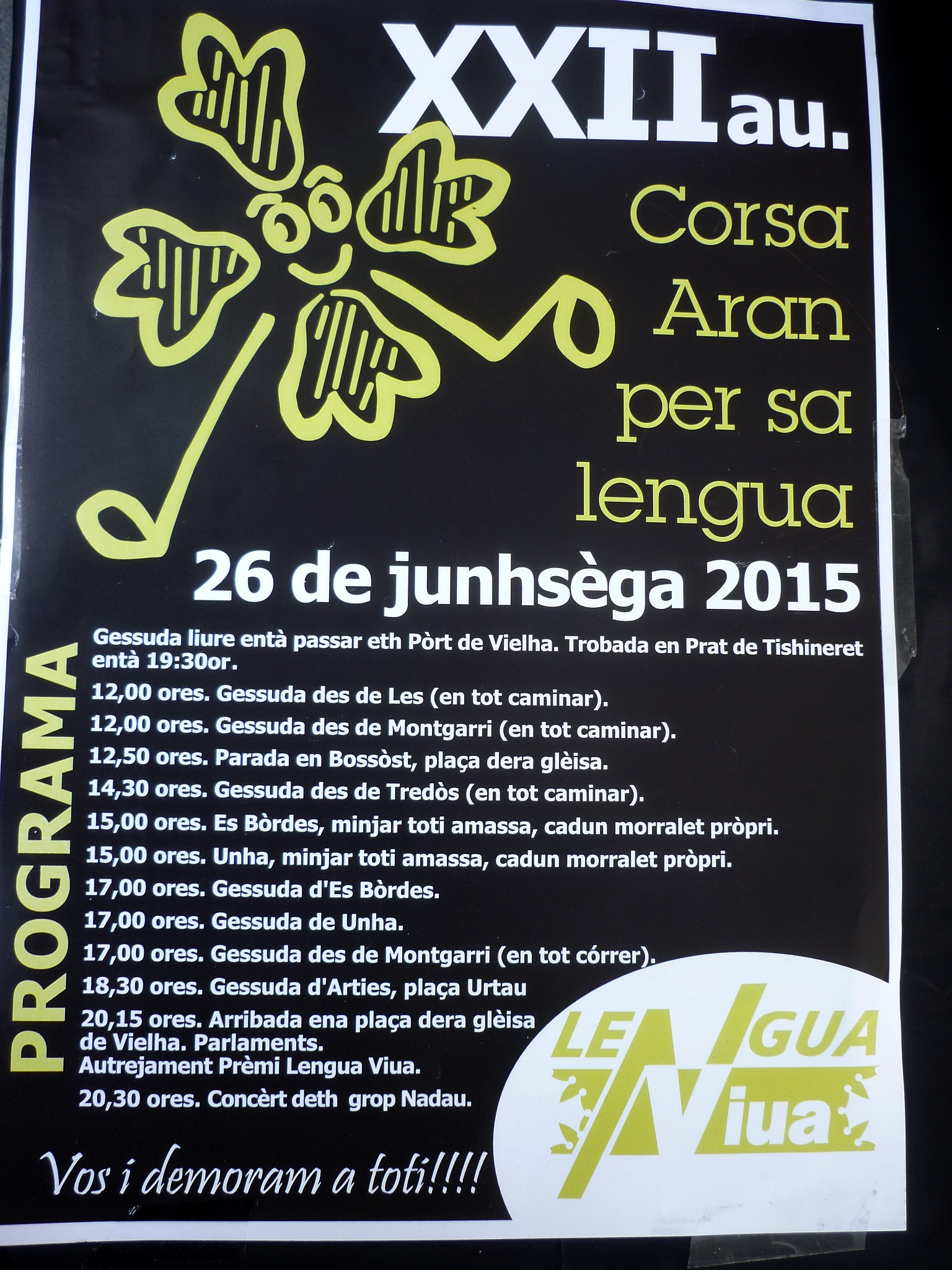
Programa de la corsa (2015)

- Sortida lliure per passar el port de Vielha i trobada dels que ho hagin fet en el prat de Tishineret a les 19,30 hores
- 12,00 Sortida des de Les (caminant)
- 12,00 Sortida de Montgarri (caminant)
- 12,50 Parada a Bossòst, plaça de l'església

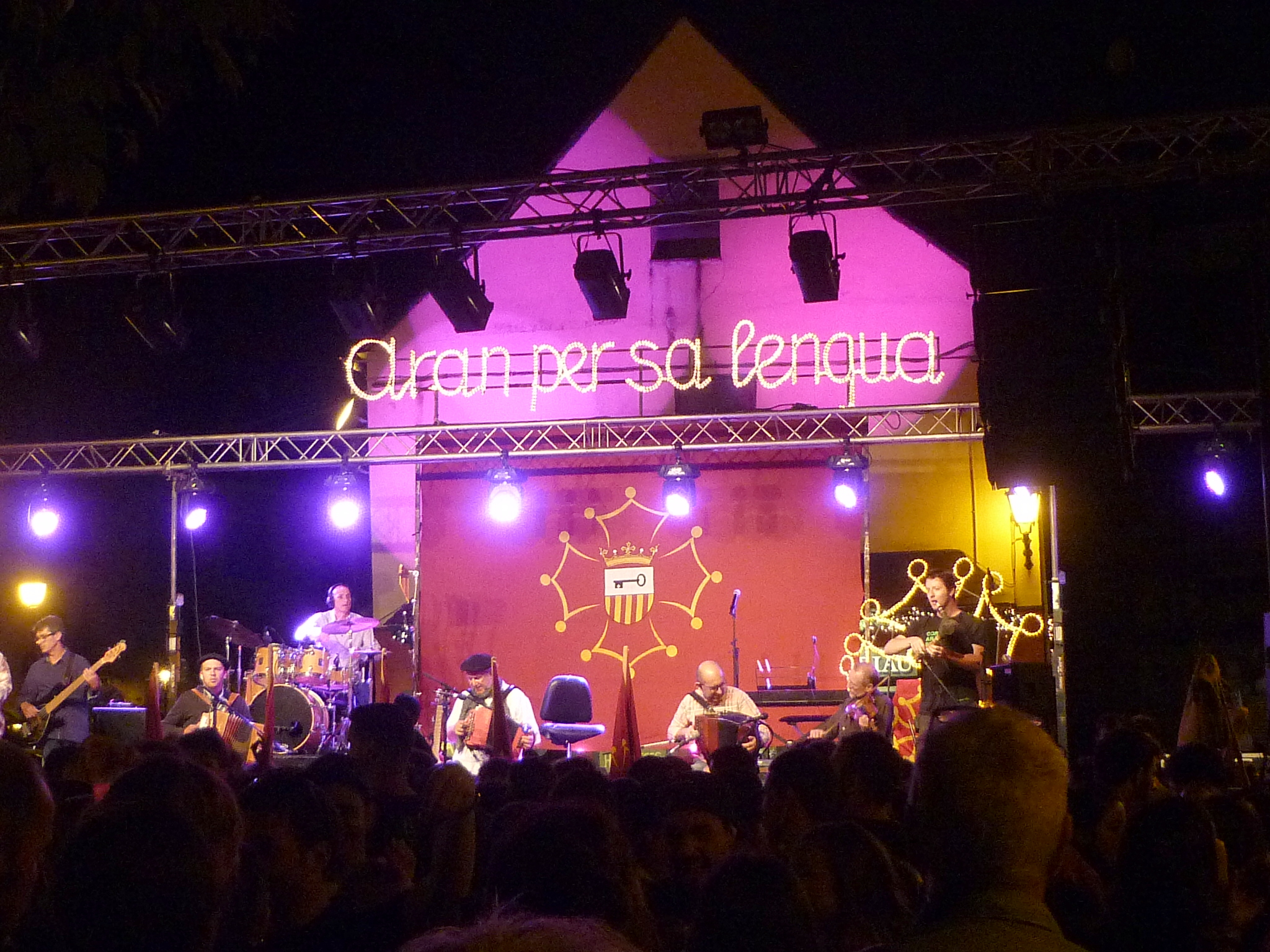
Concert del grup Nadau

- 14,30 Sortida des de Tredòs (caminant)
- 15,00 Es Bòrdes, menjar tots junts, cada u motxilla pròpia
- 15,00 Unha, menjar tots junts, cada u motxilla pròpia
- 17,00 Sortida d'Es Bòrdes
- 17,00 Sortida d'Unha
- 17,00 Sortida des de Montgarri (corrent)
- 18,30 Sortida d'Arties, plaça Urtau
- 20,15 Arribada a la plaça de l'església de Vielha. Parlaments. Entrega premi Lengua Viua
- 20,30 Concert

Els participants es poden incorporar als grups en qualsevol punt de l'itinerari.